# سانت أنجيلو دي برولو
سانت أنجيلو دي برولو (بالإيطالية: Sant'Angelo di Brolo)‏ هي بلدية في مقاطعة ميسينا في صقلية الإيطالية.

## السكان
في سنة 1861 بلغ عدد السكان 5٬062 نسمة، وتطور العدد ليصل في سنة 2011 لـ 3٬297 نسمة.
يظهر هذا المخطط البياني تطور النمو السكاني لـ سانت أنجيلو دي برولو